# Peter Dodson
Peter Dodson (nascido em 20 de agosto de 1946) é um paleontólogo estadunidense que publicou muitos artigos, escreveu e colaborou em livros sobre dinossauros. Considerado uma das principais referências em ceratopsianos, ele também é autor de vários artigos e livros didáticos sobre hadrossauros e saurópodes. É coeditor de The Dinosauria, amplamente considerado uma das principais referências acadêmicas sobre dinossauros. Dodson descreveu o Avaceratops em 1986; Suuwassea em 2004, e muitos outros, enquanto seus alunos nomearam Paralititan e Auroraceratops. 
Dodson conduziu pesquisas de campo no Canadá, Estados Unidos, Índia, Madagascar, Egito, Argentina e China. Professor de paleontologia de vertebrados e de anatomia veterinária na Universidade da Pensilvânia, Dodson também ministrou cursos de geologia, história, história e sociologia da ciência e estudos religiosos. Dodson também é pesquisador associado da Academy of Natural Sciences. Em 2001, dois ex-alunos nomearam uma antiga espécie de sapo, Nezpercius dodsoni, em sua homenagem (bem como em homenagem ao povo nativo americano Nez Perce).
Dodson é um dos poucos cientistas que mantêm uma posição cética em relação à teoria da origem dos dinossauros nas aves.

## Visão religiosa
Descrevendo-se como um "cristão profundamente comprometido", Dodson é um católico romano que subscreve a evolução teísta e argumentou que não há conflito real entre religião e ciência, escrevendo que: "Eu descobri pouco ou nada para apoiar ou necessitar do antagonismo bélico entre ciência e religião retratado por Dawkins e cientistas com ideias semelhantes, que são animados por outros motivos que não a ciência pura e desinteressada."  Dodson escreveu numerosos ensaios sobre o tema da crença religiosa e ciência, e atuou no Conselho de Administração do Metanexus Institute, uma organização sem fins lucrativos com sede em Nova York.

## Publicações

### Livros
- Dodson, P. (1996), The Horned Dinosaurs: A Natural History, ISBN 978-0-691-02882-8 (em inglês), Princeton University Press, OL 963887M, Wikidata Q106243480
- D. Weishampel; P. Dodson; H. Osmólska, eds. (1990), The Dinosauria (em inglês) 2nd ed. , Berkeley: University of California Press, OCLC 154697781, Wikidata Q7730227